# 龙潜 (1913年)
龙潜（1913年—1992年），曾用名龙秋年、龙友明、龙中、刘植明等，男，汉族，江西永新人，中国人民解放军开国少将。

## 生平
龙潜是江西省永新县高溪乡九陂村人。早年参加中国工农红军，任福建独立团政治处主任，参加长征。1939年，任新四军第五支队政治部副主任兼军法科科长。1943年，淮北行政公署公安局局长。1945年，华东苏皖边区政府公安总局局长兼淮安城防卫戍司令员。
1950年，任南京市军事管制委员会委员。1954年，任华东军区政治部保卫部长、南京军区防空军政委；1955年授少将军衔。后任南京军区空军副政委。1967年，任浙江省军事管制委员会主任。1975年，任河南省军区政委。